# Ludvig Gade
Ludvig Harald Gade (født 16. april 1823 i København, død 7. april 1897 sammesteds) var en dansk danser og mimiker.
Gade kom tidlig ind på Det Kongelige Teaters balletskole. Han stod som balletbarn på scenen for første gang 1836 i "Herman von Unna", men havde først sin debut 8. januar 1844 i "Festen i Albano". Hans høje og kraftige figur bevirkede imidlertid, at det ikke blev som danser, han skulde blive kendt men som mimiker. Det var i karakterroller, lige fra de dybest tragiske til de djærvt komiske, der blev hans styrke. Af hans talrige roller kan nævnes korporal Mollberg "Bellman", Kong Svend i "Valdemar", Ridder Mogens i "Et Folkesagn", Svend i "Fjeldstuen", og måske den største af dem alle som Bjørn i "Valkyrien". Ved siden af sin stilling som danser i balletpersonalet har han også haft andre opgaver på teatret. I sæsonen 1857/1858 var han konstitueret som sceneinstruktør for operaen, under August Bournonville's ledighed fungerede han flere gange som balletdirigent. Efter Bournonville's død i 1879 overtog han ledelsen af den danske ballet. Han trak sig tilbage fra Det Kongelige Teater ved udgangen af sæsonen 1889/1890, men optrådte senere et par gange som gæst i Harald Hildetand's rolle i »Valkyrien«.
Gade blev Ridder af Dannebrog 1886 og er begravet på Assistens Kirkegård. Der findes et maleri af C.O.J. Lund 1903 på Det Kongelige Teater og et træsnit af O. Andersen efter fotografi.